# 劉廷珍 (光緒進士)
劉廷珍（?—?），福建省福寧府寧德縣人，清朝政治人物、同進士出身。

## 生平
光緒二十一年（1895年），参加光緒乙未科殿試，登進士三甲31名。同年五月，著交吏部掣签分发各省，以知县即用。